# Pilley's Island (ort)
Pilley's Island är en ort i Kanada.   Den ligger i provinsen Newfoundland och Labrador, i den östra delen av landet, 1 600 km öster om huvudstaden Ottawa. Pilley's Island ligger 54 meter över havet och antalet invånare är 405.
Terrängen runt Pilley's Island är platt. Trakten är glest befolkad. Närmaste större samhälle är Triton, 8,4 km öster om Pilley's Island. 